# Abbas Kiarostami
Abbas Kiarostami (in persiano: عباس کیارستمی, AFI: [ʔæbˌbɒːs kijɒːɾostæˈmi] ; Teheran, 22 giugno 1940 – Parigi, 4 luglio 2016) è stato un regista, sceneggiatore, montatore, poeta, fotografo, pittore e scultore iraniano.

## Biografia
Nato a Teheran, in Iran, dopo aver vinto un premio di pittura all'età di diciotto anni, si laurea all'università di Belle Arti della sua città e prima di intraprendere la carriera di regista, lavora come graphic designer nella pubblicità e nell'illustrazione di libri per bambini. Proprio questi ultimi diventeranno infatti protagonisti pressoché costanti di molte sue pellicole e la delicatezza e il rispetto usato da Kiarostami nel dirigerli, diverrà quasi un suo marchio di fabbrica.
Da grafico pubblicitario gira, nella metà degli anni sessanta, più di 150 spot per la televisione di Stato. Nonostante le varie vicissitudini vissute dal suo paese, compresa la Rivoluzione del '79, decide ugualmente di rimanere in Iran e superata la trentina intraprende la carriera cinematografica. Rielaborò e modificò molti suoi film secondo le nuove regole della censura del regime di Khomeini; i suoi esordi, e più in generale la sua intera produzione, riguardano per lo più cortometraggi ispirati al cinema neorealista italiano.
Il suo primo lungometraggio di rilievo s'intitola Il viaggiatore, girato nel 1974, dove il protagonista, un ragazzo adolescente, cerca in tutti i modi di procurarsi un biglietto per vedere allo stadio la partita della nazionale a Teheran. Una costante, nella sua carriera sarà sempre la direzione di documentari, spesso con intento didattico, negli anni ottanta girerà infatti numerosi cortometraggi a sfondo educativo. Nel 1995 il festival di Locarno gli dedica una retrospettiva in cui vengono mostrate tutte le sue opere fino ad allora realizzate. La sua opera viene conosciuta e apprezzata in molte parti del mondo a partire dall'Italia, dove la Cineteca di Bologna presenta una sua personale, in Francia dove i "Cahiers du Cinéma" gli dedicano numerosi monografici completi e anche in Giappone. Kiarostami nel 1997 ha vinto la Palma d'oro per il miglior film con Il sapore della ciliegia. Nel 2005 ha diretto un episodio di Tickets assieme ad Ermanno Olmi e Ken Loach.
Ha anche pubblicato libri di poesie che richiamano nella struttura gli haiku giapponesi, constando infatti di componimenti di pochi versi e senza rima. In essi spesso rappresenta la vita quotidiana, piccoli frammenti di normalità guardati con lo stupore di un bambino. Sue raccolte sono Con il vento (2001) e Un lupo in agguato (2003).
È morto il 4 luglio 2016 all'età di 76 anni a Parigi per carcinoma gastrico diagnosticato già in stadio avanzato.

## Elogi e riconoscimenti
Esponente di prim'ordine del cinema iraniano moderno, è stato uno dei registi maggiormente considerati ed apprezzati al livello internazionale, tanto da guadagnarsi la sentita stima di numerosi cineasti di fama; Akira Kurosawa in merito alle sue pellicole asserì «le parole non possono descrivere ciò che penso di loro [...] quando Satyajit Ray venne a mancare, mi depressi molto. Ma dopo aver visto i film di Kiarostami, ho ringraziato Dio per averci dato la persona adatta a prenderne il posto», Jean-Luc Godard in un'occasione dichiarò che «Il cinema inizia con D. W. Griffith e finisce con Abbas Kiarostami», mentre Martin Scorsese arrivò a definirlo «Il più alto livello di maestria nel cinema».
In Italia, Nanni Moretti si è sempre dichiarato suo grande estimatore, tanto da averlo omaggiato col cortometraggio Il giorno della prima di Close Up, in cui, inscenando per l'appunto l'intera giornata di preparativi per la primissima proiezione in Italia del summenzionato film di Kiarostami al suo Cinema Nuovo Sacher di Roma (cosa che poi farà realmente), riflette sulle difficoltà del cinema d'autore nell'avere un riscontro al botteghino.

## Critica
- "(...) Nel cinema di Kiarostami lo scontro è fra spontaneità, forze della natura e coazioni, siano esse tecnologiche o imposte dai comportamenti sociali" (U. Rossi[7])

## Riconoscimenti
- Festival di Cannes
  - 1994 – In concorso per la Palma d'Oro con Sotto gli ulivi
  - 1997 – Palma d'Oro per Il sapore della ciliegia ex aequo con L'anguilla di Shōhei Imamura
  - 2002 – In concorso per la Palma d'Oro con Dieci
  - 2004 – In concorso nella sezione Un certain regard con 10 on Ten
  - 2010 – In concorso per la Palma d'Oro con Copia conforme
  - 2012 – In concorso per la Palma d'Oro con Qualcuno da amare
- Mostra Internazionale d'Arte Cinematografica di Venezia
  - 1999 – Premio FIPRESCI per Il vento ci porterà via ex aequo con Essere John Malkovich di Spike Jonze
  - 1999 – Leone d'argento - Gran premio della giuria per Il vento ci porterà via
  - 2008 – Premio Jaeger-LeCoultre Glory to the Filmmaker
- Festival internazionale del film di Locarno
  - 1989 – Menzione speciale della Giuria Ecumenica per Dov'è la casa del mio amico?
  - 1989 – Menzione d'onore FIPRESCI per Dov'è la casa del mio amico?
  - 1989 – Pardo di bronzo per Dov'è la casa del mio amico?
  - 2005 – Pardo d'onore
- Reykjavík International Film Festival 2005: Premio alla carriera
- Premio alla carriera Ischia Film Festival 2013
- Premio Federico Fellini 8 1/2 per l'eccellenza artistica al Bif&st 2012 di Bari

## Filmografia parziale

### Regista

#### Lungometraggi
- Il viaggiatore (Mossafer) (1974)
- Gozaresh (1977)
- Dov'è la casa del mio amico?  (Khane-ye doust kodjast?) (1987)
- Compiti a casa (Mashgh-e Shab) (1989)
- Close Up (Nema-ye nazdik) (1990)
- E la vita continua (Zendegi va digar hich) (1992)
- Sotto gli ulivi (Zire derakhatan zeyton) (1994)
- Il sapore della ciliegia (Tam-e gilas) (1997)
- Il vento ci porterà via (Bad ma ra khahad bord) (1999)
- Dieci (Dah) (2002)
- Tickets (2005) - con Ermanno Olmi e Ken Loach
- Shirin (2008)
- Copia conforme (Copie conforme) (2010)
- Qualcuno da amare (Like Someone in Love) (2012)
- 24 Frames (2017)

#### Cortometraggi
- Il pane e il vicolo (Nan va Koutcheh) (1970)
- Where is my Romeo? - episodio di Chacun son cinéma (2007)
- No (2011)[8]

#### Documentari
- ABC Africa (ABC Africa) (2001)
- Five (Five Dedicated to Ozu) (2004)
- 10 on Ten (2004)

### Sceneggiatore
- Il palloncino bianco (Badkonake Sefid) (1995) di Jafar Panahi
- Oro rosso (Talā-ye sorkh) (2003) di Jafar Panahi

## Libri di poesia
- Con il vento, tr. it. di Riccardo Zipoli, Il Castoro, Milano 2001.
- Un lupo in agguato, tr. it. di Riccardo Zipoli, Einaudi, Torino 2003.
- Il vento e la foglia, tr. it. di Faezeh Mardani, Le Lettere, Firenze 2014.